# 송남초등학교
송남초등학교는 대한민국 충청남도 아산시 송악면 역촌리에 있는 공립 초등학교이다.

## 학교 연혁
| 1924년 | 7월 15일  | 송남공립보통학교 개칭(설립인가 5월 9일) |
| 1938년 | 4월 1일   | 송남공립심상소학교로 개칭               |
| 1941년 | 4월 1일   | 송남공립국민학교로 개칭                 |
| 1949년 | 9월 30일  | 거산국민학교 분리                       |
| 1950년 | 4월 1일   | 송남국민학교로 개칭                     |
| 1954년 | 4월 1일   | 동화국민학교 분리                       |
| 1981년 | 3월 10일  | 병설유치원 설립인가                     |
| 1991년 | 3월 1일   | 동화분교장 편입                         |
| 1992년 | 3월 1일   | 거산분교장 편입                         |
| 1994년 | 3월 1일   | 동화분교장 본교로 통폐합                |
| 1996년 | 3월 1일   | 송남초등학교로 개칭                     |
| 2005년 | 3월 1일   | 거산초등학교 분리                       |
| 2010년 | 2월 11일  | 샛별관 개관                             |
| 2022년 | 12월 30일 | 제97회 졸업(졸업생 6,055명)             |
| 2023년 | 3월 1일   | 11학급 편성                             |

## 같이 보기
- 아산 원천재 - 충청남도 문화재자료 제402호

## 참고 자료
- 송남초등학교 - 한국교육학술정보원 학교알리미